# Christentum in Indonesien
Die christliche Religion ist in Indonesien mit etwa 29,2 Millionen Anhängern (etwa 10,48 Prozent der Bevölkerung) die zweitgrößte Religion. Die römisch-katholische Kirche in Indonesien, der Protestantismus und Jehovas Zeugen werden durch den indonesischen Staat als Glaubensgemeinschaften anerkannt, wobei der Protestantismus mehr Anhänger hat. In Indonesien bestehen 38 katholische Diözesen, darunter ein Militärordinariat.
Im überwiegend islamischen Land war lange Zeit Toleranz gegenüber Christen vorhanden. In den letzten Jahrzehnten allerdings ist das Verhältnis der verschiedenen Religionsgruppen aufgrund der Politik der Transmigrasi und den dadurch bewirkten Bevölkerungsverschiebungen zunehmend von Spannungen geprägt. Auch Armut und Arbeitslosigkeit sowie eine Islamisierungswelle seit Ende der 1980er Jahre tragen dazu bei. Bei interreligiösen Auseinandersetzungen auf Sulawesi und den Molukken wurden seit 1999 schätzungsweise 9.000 Menschen getötet und mehr als 600 christliche Kirchen vom Mob zerstört. Seit dem Anschluss an Indonesien ist zudem das Gebiet der heutigen Provinzen Papua und Papua Barat Schauplatz schwerer Konflikte, unter denen die mehrheitlich christliche Papuavolksgruppe stark zu leiden hat.

## Protestantismus

Protestantische Blenduk-Kirche in Semarang

Fünf Prozent der Bevölkerung Indonesiens sind Protestanten (Stand 1998). Der Protestantismus ist neben dem Islam, dem Katholizismus, dem Buddhismus, dem Hinduismus, Jehovas Zeugen und dem Konfuzianismus eine offiziell anerkannte Religion. Er ist in viele einzelne Kirchen geteilt, die verschiedenen Konfessionen angehören und oft auch nur auf ein Gebiet, eine Insel oder Inselgruppe beschränkt sind. Über 100 von ihnen sind in der 1950 gegründeten Communion of Churches in Indonesia zusammengeschlossen.
Die ersten Protestanten trafen mit der Kolonisation Niederländisch-Ostindiens ein. 
Auf der Insel Sulawesi, vor allem im Siedlungsgebiet der Toraja und in Sulawesi Tengah (Zentral-Sulawesi), sind 17 Prozent der Bürger Protestanten, im Regierungsbezirk Tana Toraja bis zu 65 Prozent. In einigen Teilen des Landes gehören ganze Dörfer einer bestimmten Konfession an, etwa dem Adventismus, dem Luthertum, dem Presbyterianismus, dem Methodismus oder der Heilsarmee. Es gibt zwei Provinzen mit einer evangelischen Mehrheit: Papua und Sulawesi Utara (Nord-Sulawesi) mit 60 bzw. 64 Prozent der Gesamtbevölkerung.
Gereja Injili di Tanah Jawa ist eine dem Mennonitentum verbundene Konfession. Ludwig Ingwer Nommensen hatte das Volk der Batak auf Sumatra Ende des 19. Jahrhunderts zum Protestantismus bekehrt. Huria Kristen Batak Protestan ist eine von Nommensen gegründete Konfession. Es ist die größte evangelische Konfession in Indonesien mit fast drei Millionen Gläubigen.
Gereja Reformed Injili Indonesia, eine 1989 gegründete Gemeinde, die den Hauptsitz in Jakarta hat, bildet eine reformierte Gemeinde, die unter der Leitung des Evangelisten Stephen Tong steht. Diese Gemeinde ist auf der Welt verteilt vertreten u. a. in Asien, Australien, Deutschland und Amerika.
Die Baptisten in Indonesien sind mit sieben Gemeindebünden auf den Inseln vertreten. Von ihnen gehören drei zum Baptistischen Weltbund. Auf nationaler Ebene sind sie seit 2009 in der Arbeitsgemeinschaft Persekutuan Baptis Indonesia verbunden.

## Interreligiöser Dialog
Zunehmend wird der interreligiöse Dialog zwischen dem Christentum und dem Islam gestört durch muslimische Extremisten, die aus dem säkularen Indonesien mit 237 Millionen Einwohnern einen islamischen Staat machen wollen.